# Warme oesters met champagne

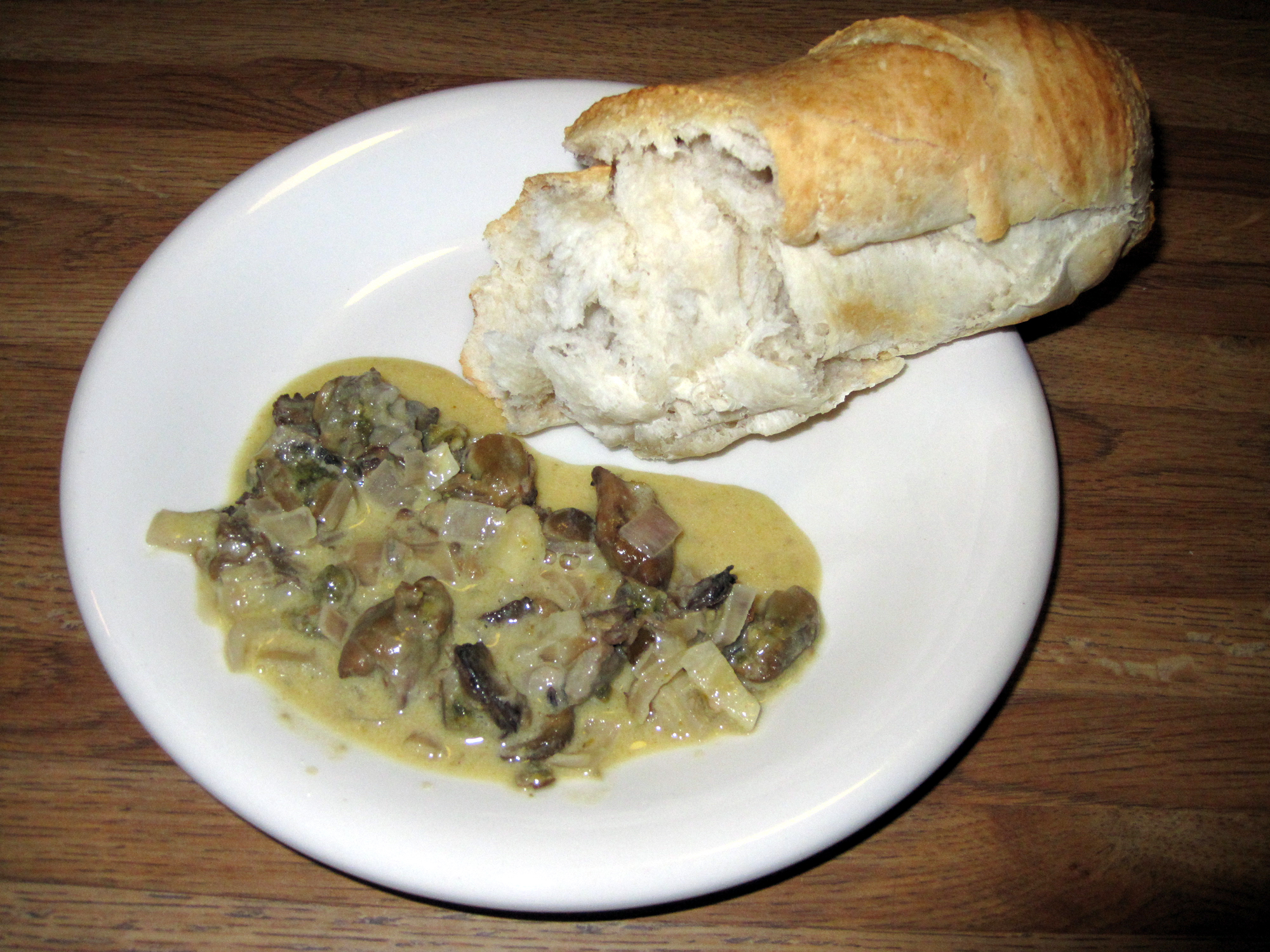

Warme oesters met champagne (les huîtres chaudes au champagne) zijn een gerecht van de nouvelle cuisine in de jaren 70. Tegenwoordig staat dit gerecht op het menu van Franse gastronomische restaurants. 

## Geschiedenis
Warme oesters waren al voor de Revolutie bekend in Frankrijk. Deze mode werd nieuw leven ingeblazen door de koks van de Nouvelle Cuisine en werd mettertijd gemeengoed

## Ingrediënten
Deze bereiding vereist oesters (Crassostrea) (3 oesters per persoon), champagne, een ei en crème fraîche. Boter en sjalotten kunnen ook worden toegevoegd

## Voorbereiding
Aan het oesterwater worden een beetje verse room, champagne en een eierdooier toegevoegd. Na opkloppen en verwarmen zonder te koken, wordt het oestervlees in deze saus gepocheerd.
Het wordt op het laatste moment klaargemaakt.

## Wijn en spijs
Traditioneel wordt dezelfde brut champagne gedronken als voor de saus werd gebruikt. Het kan ook worden geserveerd met een witte wijn: coteaux champenois, Riesling of Chablis.

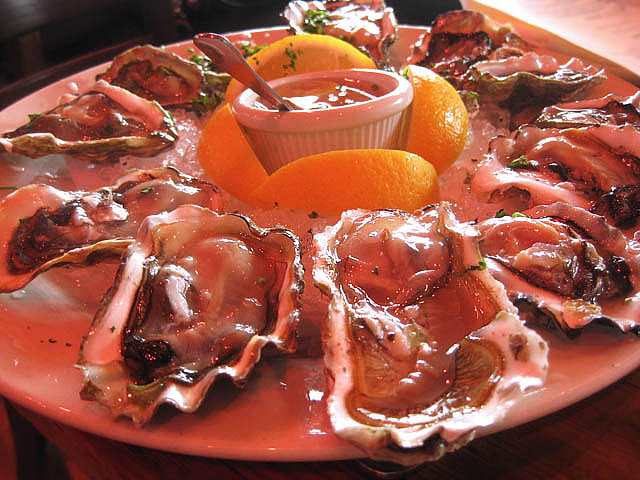
Oesters met een champagnesaus
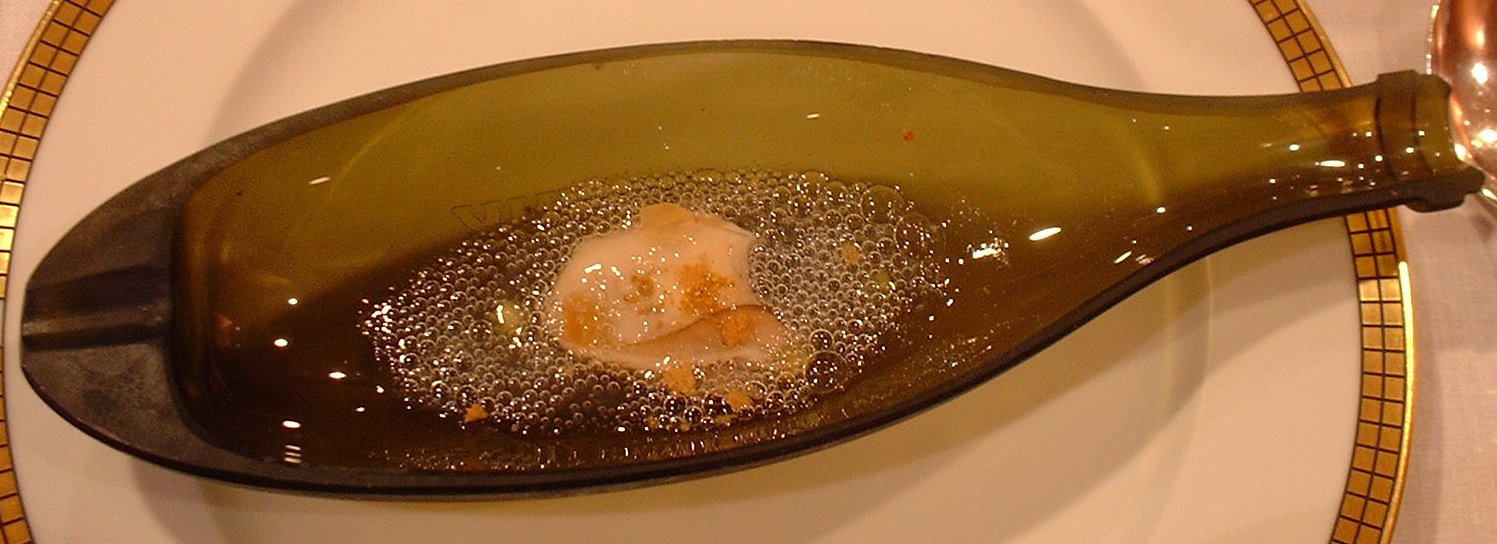
Oester met schuim van citroen en gelei van cava met het oestersap. Daarbij ook nog een paar snippertjes gekonfijte sinaasappel (zoals sukade)